# Bruno Eichmann
Bruno Eichmann (ur. 13 maja 1952 roku w Roggwil) – szwajcarski kierowca wyścigowy.

## Kariera
Eichmann rozpoczął międzynarodową karierę w wyścigach samochodowych w 1978 roku od startów w Europejskiej Formule 3 oraz Niemieckiej Formuel 3, jednak w żadnej serii nie zdobywał punktów. W późniejszych latach pojawiał się także w stawce VW Castrol Europa Pokal, Europejskiej Formuły 2, Renault Alpine V6 Europe, Renault Elf Turbo Europa Cup, Deutsche Tourenwagen Masters, Niemieckiego Pucharu Porsche Carrera, ADAC GT Cup class 1, Porsche Supercup, Swiss Touring Car Championship, Telekom D1 ONS ADAC Tourenwagen Cup, 24-godzinnego wyścigu Le Mans, Global GT Championship oraz FIA GT Championship.
W Europejskiej Formule 2 Szwajcar startował w latach 1980, 1982. Jednak w żadnym z dwóch wyścigów, w których wystartował, nie zdołał zdobyć punktów.